# Kreben
Kreben is een plaats in de Duitse gemeente Wilhermsdorf, deelstaat Beieren.